# Port-de-Paix
Port-de-Paix er en by på det nordlige Haiti, med et indbyggertal (pr. 2007) på cirka 125.000. Byen er hovedstad i departementet Nord-Ouest og ligger på landets Atlanterhavskyst.